# Sistema geogràfic mundial per al registre de la distribució de les plantes
El Sistema geogràfic mundial per al registre de la distribució de les plantes (en anglès, World Geographical Scheme for Recording Plant Distributions (WGSRPD)) és un sistema biogeogràfic desenvolupat per l'organització Biodiversity Information Standards (TDWG), anteriorment, The International Working Group on Taxonomic Databases, basada a Ginebra. El desenvolupament d'aquest sistema per a bases de dades botàniques es va dur a terme per promoure la difusió més àmplia i efectiva d'informació sobre el patrimoni mundial dels organismes biològics en benefici de tot el món.

## Escales de distribució de les plantes
El sistema estableix els criteris a utilitzar per descriure la distribució de les plantes, aproximadament des del nivell de continents fins a països. S'hi defineixen els llocs geogràfics seguint la gradació següent: 
1. Continental - continents botànics
2. Regional o subcontinental
3. "País botànic" - generalment equival a un país polític, però pot dividir països grans o ometre zones perifèriques o allunyades
4. "Unitats bàsiques de registre" - serveixen únicament per a països molt grans, per subdividir en estats o províncies, per motius purament polítics.

Escala continental
Es defineixen nou continents botànics (vegeu la taula i el mapa) que no tenen perquè coincideixen amb els continents geogràfics (alerta amb els enllaços):
1. Europa
2. Àfrica
3. Àsia temperada
4. Àsia tropical
5. Australàsia
6. Pacífic
7. Amèrica del Nord
8. Amèrica del Sud
9. Antàrtida

| 1 Europa - 10 Europa, Nord - 11 Europa, Centre - 12 Europa, Sud-oest - 13 Europa, Sud-est - 14 Europa, Est | 1 Eur - 10 Eur-N - 11 Eur-C - 12 Eur-SW (Fra, ICor, ISar, And, PCat, PVal, IBal, Esp, Por) - 13 Eur-SE - 14 Eur-E                         |
| 2 Àfrica - 20 Àfrica, Nord - 21 Macaronèsia - 22 Àfrica Tropical, Oest - 23 Àfrica Tropical, Centre-oest - 24 Àfrica Tropical, Nord-est - 25 Àfrica Tropical, Est - 26 Àfrica Tropical, Sud - 27 Àfrica, Sud - 28 Oceà Atlàntic, Centre - 29 Oceà Índic, Oest | 2 Afr - 20 Afr-N - 21 Macar - 22 AfrTr-W - 23 AfrTr-CW - 24 AfrTr-NE - 25 AfrTr-E - 26 AfrTr-S - 27 Afr-S - 28 OcAtl-C - 29 OcInd-W       |
| 2 Àfrica - 20 Àfrica, Nord - 21 Macaronèsia - 22 Àfrica Tropical, Oest - 23 Àfrica Tropical, Centre-oest - 24 Àfrica Tropical, Nord-est - 25 Àfrica Tropical, Est - 26 Àfrica Tropical, Sud - 27 Àfrica, Sud - 28 Oceà Atlàntic, Centre - 29 Oceà Índic, Oest | 2 Afr - 20 Afr-N - 21 Macar - 22 AfrTr-W - 23 AfrTr-CW - 24 AfrTr-NE - 25 AfrTr-E - 26 AfrTr-S - 27 Afr-S - 28 OcAtl-C - 29 OcInd-W       |
| 3 Àsia temperada - 30 Sibèria - 31 Extrem Orient Rus - 32 Àsia, Centre - 33 Caucas - 34 Àsia, Oest - 35 Península Aràbiga - 36 Xina - 37 Mongòlia - 38 Àsia, Est                                                                                              | 3 As-Temp - 30 Sib - 31 ExtOrRus - 32 As-C - 33 Cauc - 34 As-W - 35 PenArab - 36 Xina - 37 Mong - 38 As-E                                 |
| 4 Àsia tropical - 40 Subcontinent Indi - 41 Indoxina - 42 Malesia - 43 Papuasia | 4 As-Trop - 40 SubcInd - 41 Indox - 42 Mal - 43 Papuas                                                                                    |
| 5 Australàsia - 50 Austràlia - 51 Nova Zelanda | 5 Austras - 50 Aus - 51 NZel |
| 6 Pacífic - 60 Pacífic, Sud-oest - 61 Pacífic, Centre-sud - 62 Pacífic, Nord-oest - 63 Pacífic, Centre-nord | 6 Pac - 60 Pac-SW - 61 Pac-CS - 62 Pac-NW - 63 Pac-CN                                                                                     |
| 7 Amèrica del Nord - 70 Amèrica Subàrtica - 71 Canadà Oest - 72 Canadà Est - 73 EUA, Nord-oest. - 74 EUA, Nord-centre - 75 EUA, Nord-est. - 76 EUA, Sud-oest. - 77 EUA, Centre-sud - 78 EUA, Sud-est - 79 Mèxic                                               | 7 AmN - 70 AmSubart - 71 Can-W - 72 Can-E - 73 EUA-NW - 74 EUA-CN - 75 EUA-NE - 76 EUA-SW - 77 EUA-CS - 78 EUA-SE - 79 Mex (Mex-N, Mex-S) |
| 8 Amèrica del Sud - 80 Amèrica Central - 81 Carib - 82 Amèrica del Sud, Nord - 83 Amèrica del Sud, Oest - 84 Brasil - 85 Amèrica del Sud, Sud | 8 AmS - 80 Am-C - 81 Carib - 82 AmS-N - 83 AmS-W - 84 Brasil - 85 AmS-S                                                                   |
| 9 Antàrtida - 90 Illes subantàrtiques - 91 Continent Antàrtic | 9 Ant - 90 ISubant - 91 ContAnt |

## Principis d'organització
El sistema està destinat especialment a ser utilitzat per a bases de dades taxonòmiques. Representa un compromís entre les divisions polítiques i botàniques. Tots els límits, o bé segueixen una frontera política (frontera de país, límits de província, etc.) o línies de costa. El sistema té com a objectiu seguir la tradició botànica, com ara Flora Europaea, Flora Malesiana o Med-Checklist.
El sistema enllaça amb les regions florístiques d'Armèn Takhtadjan.

## Ús
Obres que utilitzen l'esquema: UICN - Unió Mundial per a la Natura; GRIN-Global Project (GRIN-Germplasm Resources Information Network) i WCSP- World Checklist of Selected Plant Families, publicat per Kew Gardens; 